# Saprosites mjobergi
Saprosites mjobergi är en skalbaggsart som beskrevs av Gillet 1924. Saprosites mjobergi ingår i släktet Saprosites och familjen Aphodiidae. Inga underarter finns listade i Catalogue of Life.